# GRDDL
GRDDL (читається 'griddle') — формат розмітки для опису ресурсів різних ділектів та мов (Gleaning Resource Descriptions from Dialects of Languages), рекомендація W3C, яка дозволяє користувачам отримувати RDF триплети з документів XML, включно з XHTML. GRDDL специфікація показує приклади використовуючи XSLT, зазвичай цього цілком достатньо, щоб отримати необхідні знання і працювати з доповненнями. Він став рекомендованим з 11 вересня 2007.

## Як це працює

### XHTML і трансформації
Документ містить зв'язані з ним трансформації, які працюють по одному з декількох алгоритмів.
Наприклад, документ XHTML може містити наступний код:
```
<head
 
profile=
"http://www.w3.org/2003/g/data-view

		http://dublincore.org/documents/dcq-html/

		http://gmpg.org/xfn/11"
>

<link
 
rel=
"transformation"
 
href=
"grokXFN.xsl"
 
/>

```

Ті хто використовує документ проінформовані про те, що на цій сторінці можуть бути використані GRDDL трансформації, з допомогою увімкнення відповідного профілю та атрибутів основного елемента:
```
http://www.w3.org/2003/g/data-view

```

Трансформації доступні для одного чи більше посилань:
```
<link
 
rel=
"transformation"
 
href=
"grokXFN.xsl"
 
/>

```

Код працює тільки з XHTML 1.x . Атрибути профілю були переведені в HTML5, включно з XML публікації.

### Мікроформати та трансформації профілю
Якщо сторінка XHTML містить мікроформати, то зазвичай це означає наявність спеціального профілю.
Наприклад документ що містить інформацію про hcard повинен міститиː
```
<head
 
profile=
"http://www.w3.org/2003/g/data-view http://www.w3.org/2006/03/hcard"
>

```

Коли отримує http://www.w3.org/2006/03/hcard [Архівовано 18 жовтня 2021 у Wayback Machine.] то:
```
<head
 
profile=
"http://www.w3.org/2003/g/data-view"
>

```

і
```
<p>
Use
 
of
 
this
 
profile
 
licenses
 
RDF
 
data
 
extracted
 
by

   
<a
 
rel=
"profileTransformation"
 
href=
"../vcard/hcard2rdf.xsl"
>
hcard2rdf.xsl
</a>

    
from
 
<a
 
href=
"http://www.w3.org/2006/vcard/ns"
>
the
 
2006
 
vCard/RDF
 
work
</a>
.

</p>

```

GRDDL користувач може використовувати профіль трансформації для отримання усієї інформації про hcard зі сторінок на які адресовано посилання.

### XML та трансформації
Як і в випадку з XHTML, GRDDL трансформації можуть бути прикріпленими до XML документів.

### XML трансформації імені
Подібно до трансформацій профілю, ім'я XML може мати трансформацію пов'язану з ним.
Це дозволяє діалектам XML (наприклад, KML або Atom) працювати з RDF.
XML документ просто вказує на ім'я
```
<foo
 
xmlns=
"http://example.com/1.0/"
>

   
<!-- document content here -->

</foo>

```

і при виконанні, http://example.com/1.0/ вказує на ім'я трансформації.
Подібні можливості надають величезний обсяг дій із даними XML і дозволяє перейти в RDF/XML з мінімальними зусиллями для автора імені.

### Вихід даних
Трансформування документу означає перетворення його даних в формат RDF.
Вихід даних відбувається в базу і здійснюється за допомогою запиту в SPARQL.